# C.E.D. von Oetken
Christian Eberhard Detlef von Oetken (ca. 1691 – 24. januar 1754) var en dansk-norsk ingeniørofficer og militær arkitekt.

## Karriere
Han var søn af kancellidirektør Johan Ludolph von Oetken til Løye og Margrethe Dorothea Suhm, blev overkonduktør med karakter af major i Ingeniørkorpset fra 1722, generalkvartermester og chef for Den Holstenske Fortifikation 1729, oberstløjtnant 1734 og generalmajor af infanteriet 1749. 
Han var gift med Maria Helene Biegen (9. oktober 1701 - 24. januar 1774), datter af kaptajn, senere generalmajor Rudolf Reinhard Biegen og Frederikke Amalie Fehringsschild.

## Værker
- Ledede anlæg af havn og nybefæstning ved Glückstadt (slut 1730'erne – start 1740'erne)
- Nybefæstning af Nyholm og anlæg af bastionen Christianus Sixtus (1739-48, fredet)
- Krudttårne i Frederiks og Charlotte Amalies Bastioner i Christianshavns Vold, Københavns Befæstning (1744-45, projekteret 1741, fredet)
- Ledede anlæg af galejhavnen i Nivå (1752, tegnet af Samuel Christoph Gedde, aldrig fuldført)

Tilskrivninger:
- Projekt til matrosby på Holmen (1740)
- Tegninger til militære bygning i Glückstadt (Det Kongelige Bibliotek)